# Škoda 6Mt
Škoda 6Mt je vůz metra vyrobený v jednom prototypu firmou Škoda Dopravní technika v roce 2003.

## Historie
V roce 2003 byl v Plzni vyroben jediný čelní řídicí vůz s délkou 20 metrů. Z něj mohly být odvozeny kratší (16 m, jak je tomu v některých evropských městech) i delší řídicí vozy (22 m, které jsou využívány v Asii), tak i jednotlivé vložené vozy, které by tvořily ucelenou jednotku. Mělo jít o novou generaci vozidel metra s asynchronním pohonem, nakonec však zůstalo pouze u tohoto jednoho prototypu. Autorem designu vozidla, pro které je typické mírně vypouklé čelo s rozsáhlým oválným sklem, je sochař František Pelikán. Během roku 2004 byl vůz zkoušen na trati v areálu výrobce. V červnu 2004 měl být prezentován veřejnosti na veletrhu Czech Raildays v Ostravě, avšak komplikace v jeho přepravě tomuto plánu zabránily. V areálu výrobce byl vůz v říjnu 2004 vystaven při dni otevřených dveří. Na začátku února 2005 byl odvezen do Prahy do depa Kačerov, kde byl zprvu odstaven. Následně proběhly testovací jízdy na tamní zkušební trati a poté se vrátil do Plzně.
Zkušenosti z konstrukce a výroby vozidla využila Škoda Transportation při dalších zakázkách, např. u soupravy metra NěVa pro Petrohrad. Vůz typu 6Mt zůstal v plzeňském areálu Škody, byl vybaven polopantografem a sloužil jako manipulační vozidlo, posléze byl odstaven.
V souvislosti s výhrou v soutěži na soupravy metra pro Varšavu v roce 2019 nechala Škoda Transportation vůz 6Mt opravit. Byla také upravena jeho elektrická výzbroj a z interiéru odstraněna většina sedaček. Pro varšavské soupravy byl při zkušebních jízdách v letech 2021–2022 využit coby zdroj energie.